# Michele Ferrero
Michele Ferrero (* 26. April 1925 in Dogliani, Piemont; † 14. Februar 2015 in Monte-Carlo) war ein italienischer Unternehmer und der Eigentümer des Süßwarenherstellers Ferrero.

## Leben
Seine Eltern waren Pietro Ferrero und Piera Cillario Ferrero. Nach dem Tod seines Vaters im Jahre 1949 leitete zunächst die Mutter Piera Cillario das Unternehmen Ferrero. Sie übergab die Firmenleitung später an Michele Ferrero. Er baute das Unternehmen in den 1950er und 1960er Jahren aus und errichtete weitere Produktionsstätten außerhalb Italiens. In den 1970er und 1980er Jahren dehnte er das Geschäft des Unternehmens auf Staaten außerhalb Europas aus.
1962 heiratete Michele Ferrero die Italienerin Maria Franca Fissolo. 1997 übergab er die Leitung seinen beiden Söhnen Giovanni Ferrero und Pietro Ferrero junior. Pietro starb am 18. April 2011 infolge eines Herzanfalls in Südafrika.
Nach Angaben des Magazins Forbes war die Familie von Michele Ferrero mit einem Vermögen von 17 Milliarden US-Dollar im Jahr 2009 die reichste Familie des Landes vor Leonardo Del Vecchio und Silvio Berlusconi. Er galt als reichster Süßwarenhersteller der Welt und stand auf Platz 30 der reichsten Männer weltweit.
Ferrero war ein gläubiger Katholik: „Den Erfolg von Ferrero haben wir der Madonna von Lourdes zu verdanken. Ohne sie können wir kaum etwas ausrichten.“ In allen Werken des Konzerns stehen Madonnenstatuen. Er führte das Unternehmen „mit harter Hand“, galt aber auch als „großzügig“.
Am 14. Februar 2015 starb Ferrero im Alter von 89 Jahren in Monte-Carlo.

## Ehrungen
- Ritter des italienischen Arbeitsverdienstordens (1971)
- Großkreuz des Verdienstordens der Italienischen Republik (2005)[7]
- Benennung eines Asteroiden nach ihm: (8454) Micheleferrero (2016)